# Electronic Data Capture
Ein Electronic Data Capture (EDC)-System ist ein computergestütztes System, das für die Erfassung klinischer Daten in elektronischem Format entwickelt wurde und hauptsächlich in klinischen Studien am Menschen eingesetzt wird. EDC ersetzt die traditionelle papierbasierte Datenerfassung, um die Datenerfassung zu rationalisieren und die Markteinführung von Medikamenten und medizinischen Geräten zu beschleunigen. EDC-Lösungen werden in großem Umfang von Pharmaunternehmen und Auftragsforschungsinstituten (CRO) eingesetzt.
In der Regel bieten EDC-Systeme:
- eine grafische Benutzeroberfläche zur Dateneingabe
- eine Validierungskomponente zur Überprüfung der Benutzerdaten
- ein Reporting-Tool zur Analyse der gesammelten Daten.

EDC-Systeme werden von Life-Sciences-Organisationen, im weitesten Sinne definiert als pharmazeutische, medizintechnische und biotechnologische Industrie, in allen Aspekten der klinischen Forschung eingesetzt, sind jedoch besonders vorteilhaft für Studien in der späteren Phase (Phase III-IV) sowie für die Pharmakovigilanz und die Überwachung nach dem Inverkehrbringen (Post-Market-Surveillance).
EDC kann die Datengenauigkeit erhöhen und die Zeit für die Datenerfassung bei Studien zu Medikamenten und Medizinprodukten reduzieren. Der Kompromiss, welchen viele Arzneimittelentwickler beim Einsatz eines EDC-Systems zur Unterstützung ihrer Arzneimittelentwicklung eingehen, besteht darin, dass es einen relativ hohen Einführungsprozess gibt, gefolgt von erheblichen Vorteilen über die Dauer der Studie. Damit ein EDC wirtschaftlich rentabel ist, müssen die Einsparungen über die Dauer der Studie größer sein als die Einrichtungskosten. Dies wird oft durch zwei Bedingungen verschärft:
1. dass die anfängliche Auslegung der Studie mit EDC-Systemen aufgrund schlechter Planung oder mangelnder Erfahrung mit dem EDC-Einsatz die Kostensenkung über die Laufzeit der Studie nicht erleichtert; und
2. dass die anfänglichen Einrichtungskosten aufgrund der anfänglichen Auslegung der Studie mit EDC-Systemen wegen schlechter Planung oder mangelnder Erfahrung mit dem EDC-Einsatz höher sind als erwartet.

Der Nettoeffekt ist, dass sich sowohl die Kosten als auch das Risiko der Studie erhöhen, ohne dass ein nennenswerter Nutzen entsteht. Mit dem zunehmenden Reifegrad von heutigen EDC-Lösungen wurden jedoch viele der früheren Belastungen für das Studiendesign und die Einrichtung durch Technologien, die Point-and-Click- sowie Drag-and-Drop-Designmodule ermöglichen, verringert. Da nur wenig bis gar keine Programmierung erforderlich ist und globale Bibliotheken und standardisierte Formulare wie CDASH von CDISC wiederverwendet werden können, kann der Einsatz von EDC jetzt in Bezug auf die Anlaufzeit der Studie mit den Papierprozessen konkurrieren. Infolgedessen haben sogar Studien in früheren Phasen begonnen, die EDC-Technologie zu übernehmen.

## Geschichte
Der Ursprung von EDC wird oft mit der Software zur Datenfernübertragung in Verbindung gebracht, welche in den späten 1980er und frühen 1990er Jahren auf dem Markt für Biowissenschaften erschien. Die Ursprünge lassen sich jedoch bis zu einem Auftragsforschungsinstitut zurückverfolgen, das damals als Institute for Biological Research and Development (IBRD) bekannt war. Dr. Nichol, Pickering und Bollert boten „ein kontrolliertes System für die Überwachung nach dem Inverkehrbringen von neu zugelassenen pharmazeutischen Produkten“ an, wobei die Überwachungsdaten mindestens schon 1980 „vor Ort in eine elektronische Datenbank eingegeben“ wurden.
Klinische Forschungsdaten, sprich Patientendaten, die bei der Untersuchung eines neuen Medikaments oder eines Medizinprodukts gesammelt werden, werden von Ärzten, Krankenschwestern und Koordinatoren von Forschungsstudien in medizinischen Einrichtungen (Büros, Krankenhäuser, Universitäten) auf der ganzen Welt erfasst. In der Vergangenheit wurden diese Informationen auf Papierformularen gesammelt, welche daraufhin an den Forschungssponsor (etwa ein pharmazeutisches Unternehmen) zur Dateneingabe in eine Datenbank und die anschließende statistische Analyseumgebung gesendet wurden. Dieser Prozess war jedoch mit einer Reihe an Unzulänglichkeiten verbunden:
- Daten werden mehrfach kopiert, was zu Fehlern führt
- Fehler, die erzeugt werden, werden erst Wochen später erkannt
- die Einsicht in den medizinischen Status von Patienten durch Sponsoren wird verzögert.

Um diese und andere Bedenken anzugehen, wurden RDE-Systeme erfunden, damit Ärzte, Krankenschwestern und Studienkoordinatoren die Daten direkt in der medizinischen Einrichtung eingeben können. Durch die Verlagerung der Dateneingabe aus dem Standort des Sponsors in die Klinik oder eine andere Einrichtung konnten eine Reihe von Vorteilen erzielt werden:
- Datenprüfungen konnten während der Dateneingabe (in Echtzeit) implementiert werden, wodurch einige Fehler gänzlich vermieden und andere sofort behoben werden konnten
- Die Daten konnten nachts an den Sponsor übermittelt werden, wodurch der Sponsor den Fortschritt und den Status der Forschungsstudie und seiner Patienten besser überwachen konnte.

Diese frühen RDE-Systeme verwendeten eine „Thick Client“-Software – eine Software, die lokal auf der Hardware eines Laptops installiert wurde – um die Patientendaten zu erfassen. Das System konnte dann eine Modemverbindung über eine analoge Telefonleitung nutzen, um die Daten in regelmäßigen Abständen an den Sponsor zu übertragen und um Fragen des Sponsors zu sammeln, welche das medizinische Personal beantworten musste.
Obwohl die RDE effektiv war, brachte sie auch einige Mängel mit sich. Das größte Manko war, dass die Hardware (z. B. ein Laptop) an jedem Prüfstandort bereitgestellt, installiert und unterstützt werden musste. Dies wurde für die Sponsoren teuer und für das medizinische Personal kompliziert. Benutzerfreundlichkeit und Platzmangel führten unter den Medizinern zu einer großen Unzufriedenheit. Mit dem Aufkommen des Internets Mitte der 1990er Jahre war die offensichtliche Lösung für einige dieser Probleme die Einführung von webbasierter Software, auf die mit den vorhandenen Computern in den Prüfzentren zugegriffen werden konnte. EDC repräsentiert diese neue Klasse von Software.

## Aktuelle Branchenlandschaft
Die EDC-Landschaft hat sich seit ihrer Entstehung aus der RDE in den späten 1990er Jahren weiterentwickelt. Heute besteht der Markt aus einer Vielzahl neuer und etablierter Software-Anbieter. Viele dieser Anbieter bieten spezialisierte Lösungen an, die auf bestimmte Kundenprofile oder Studienphasen ausgerichtet sind. Medrio war im Jahr 2005 der erste Anbieter, der eine Cloud-basierte Datenspeicherung anbot. Zu den modernen Merkmalen von EDC gehören heute Funktionen wie Cloud-Datenspeicherung, rollenbasierte Berechtigungen und Prüfbogen-Designer sowie Analysen für klinische Studien, interaktive Dashboards und die Integration der elektronischen Patientenakte.

## Zukunft
Im Jahr 2013 stellte die US-amerikanische Food and Drug Administration (FDA) ihre eSource-Richtlinie vor, die Methoden vorschlägt, klinische Studiendaten von Anfang an elektronisch zu erfassen und in die Cloud zu verschieben, im Gegensatz zur traditionelleren Methode der EDC, bei der die Daten zunächst auf Papier erfasst und in das EDC-System übertragen werden. Die Akzeptanz von eSource verlief zunächst langsam, wobei die FDA im Juli 2015 ein Webinar durchführte, um die Richtlinie weiter zu fördern.  Bemühungen wie die TransCelerate eSource-Initiative (2016) wurden gegründet, „um das Verständnis der eSource-Landschaft und die optimale Nutzung elektronischer Datenquellen in der Branche zu erleichtern, um die globale klinische Wissenschaft und die globale Durchführung klinischer Studien für die Beteiligten zu verbessern.“ Eine Studie des Tufts Center for the Study of Drug Development aus dem Jahr 2017 deutet darauf hin, dass in den folgenden drei Jahren eine „Mehrheit der [befragten klinischen Informations-]Unternehmen“ (von 38 Prozent auf 84 Prozent) die Einbindung von eSource-Daten plant. Da 87 Prozent der Forschungseinrichtungen (2017) angaben, dass eSource „hilfreich“ oder „sehr hilfreich“ wäre, wenn es in das heutige EDC integriert würde, könnte eine Verlagerung weg vom EDC (oder ein EDC, das eine eher ergänzende Rolle einnimmt) möglich sein.